# Tappendorf
Tappendorf là một đô thị thuộc huyện Rendsburg-Eckernförde, trong bang Schleswig-Holstein, nước Đức. Đô thị Tappendorf có diện tích 6,69 km², dân số thời điểm 31 tháng 12 năm 2006 là 342 người.